# Королевское общество спасения жизни утопающих (Великобритания)
Королевское общество спасения жизни утопающих (англ. Royal Life Saving Society) — благотворительная организация по предотвращению утоплений, основанная в 1891 году в Великобритании. С 1904 года общество находилось под королевским покровительством Эдварда VII, получив королевскую хартию в 1924 году.  Штаб-квартира общества расположена в Английском городе Вустер. 

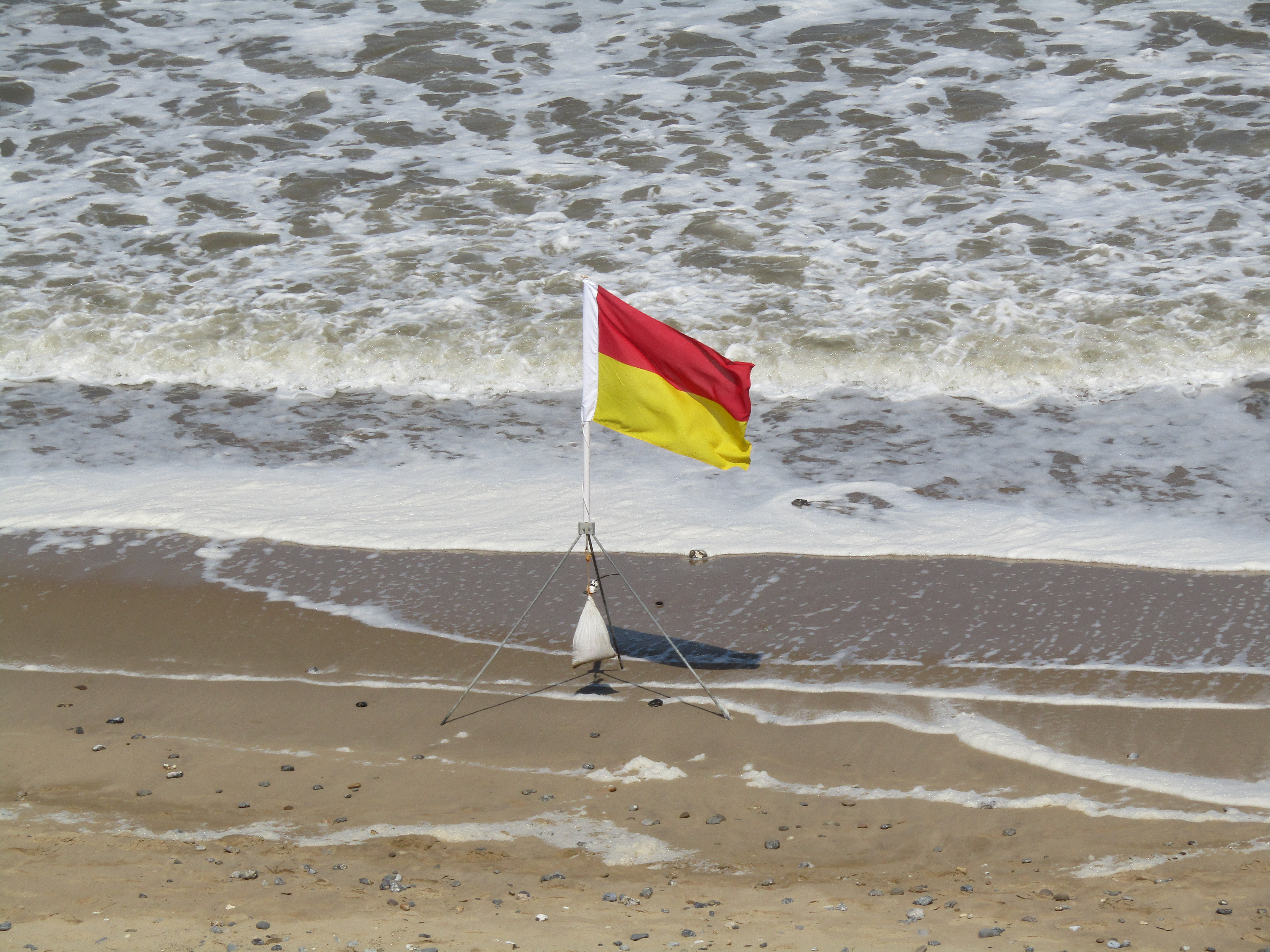
Флаг спасателей на пляже, Норфолк, Великобритания, 2022 г.

Основными задачами общества является обеспечение безопасности на воде, предотвращение утопления и спасение жизни утопающих. Для этих целей общество разработало метод подготовки и программу сертификации спасателей в бассейнах и на пляжах.

## История
Общество было создано в 1891 году Вильямом Генри (при рождении — Йозеф Навроцкий) — британским чемпионом по плаванию, который впоследствии стал инструктором по плаванию королевской семьи. С 1904 года общество пользуется покровительством Британского монарха.
В 1960 году произошла автономизация дочерних национальных организаций в бывших британских доминионах под эгидой комитета стран Содружества. При этом контроль за программой сертификации и её содержанием был передан вновь создаваемым организациям.

## Сферы деятельности
Общество насчитывает более 13 тысячи членов, организованных в 48 отделениях и состоящих в 170 действующих спортивных клубах. Основная работа общества сосредоточена на подготовке и проведения сертификации более чем 90% процентов спасателей в бассейнах и на пляжах Великобритании и Ирландии. Также проводится активная сезонная работа с населением и детскими учреждениями.